# Windows 8
Windows 8 (укр. Віндовс 8) — операційна система Windows NT від компанії Microsoft для персональних комп'ютерів, включаючи домашні та офісні системи, ноутбуків, планшетів і домашніх театрів. Розробка Windows 8 почалася ще до випуску її попередниці, Windows 7, у 2009. Система була анонсована на CES 2011, потім були випущені три підготовчі версії з вересня 2011 по травень 2012. Ця операційна система має замінити операційну систему, яка випускалася до цього часу – Windows 7. На друк операційна система була направлена 1 серпня 2012, і остаточно випущена для широкого загалу 26 жовтня 2012. Windows 8 ввела значні зміни у платформу операційної системи та користувацький інтерфейс для покращення роботи з планшетами, де Windows зараз конкурує з такими мобільними операційними системами як Android та Apple iOS. Зокрема, ці зміни включають оптимізовану під сенсорні екрани оболонку Microsoft "Metro", стартовий екран (що  показує програми і динамічно оновлює вміст решітки плиток), нову платформу для розробки застосунків з акцентом на сенсорному вводі, інтеграцію онлайн служб (включаючи можливість синхронізувати застосунки і налаштування між пристроями), і онлайновий магазин для завантаження та купівлі нових програм. Windows 8 також додав підтримку таких нових технологій як USB 3.0, Advanced Format твердих дисків, NFC, і хмарні обчислення. Були додані нові додаткові можливості безпеки, такі як вбудовані антивіруси, інтеграція з фільтрацією Microsoft SmartScreen і підтримка безпечного завантаження із системою UEFI для уникнення враження шкідливими програмами під час завантаження ОС.
Випуск Windows 8 отримав неоднозначні відгуки. Поряд з відзначенням покращеної продуктивності, поліпшеної безпеки і підтримки сенсорних екранів, нові користувачі критикували новий графічний інтерфейс через його незвичність, заплутаність і важкість у освоєнні (особливо при використанні клавіатури і миші).
Станом на липень 2022 року, 0.67 % ПК з ОС Windows працюють під управлінням Windows 8 та 2.83 % з установленим оновленням Windows 8.1, а в Україні — 0.81 % та 3.55 % з установленим оновленням Windows 8.1.

## Нововведення

### Зовнішній вигляд: новий інтерфейс Metro
Windows 8 на відміну від своїх попередників — Windows 7 і Windows XP — використовує новий інтерфейс під назвою Metro, знайомий з Windows Phone. Цей інтерфейс з'являється першим після запуску системи; він схожий за функціональністю зі стільницею — стартовий екран має плитки застосунків (те саме, що ярлики та іконки), після натискання на які запускається застосунок, відкривається сайт або тека (залежно від того, до якого елементу або застосунку прив'язана плитка). Прокрутка в інтерфейсі Metro йде горизонтально. Також, якщо зробити жест зменшення (або натиснути на мінус внизу екрану), буде видно весь стартовий екран. Плитки на стартовому екрані можна переміщувати і групувати, давати групам імена та змінювати розмір плиток (доступно лише для плиток, які були спочатку великими). Залежно від роздільності екрану, система автоматично визначає кількість рядків для плиток — на стандартних планшетних комп'ютерах три ряди плиток. Колір стартового екрана змінюється в новій панелі управління, також змінюється і орнамент на задньому тлі.
У системі присутній і «класичний» робочий стіл, у вигляді окремого застосунку. Замість меню "Пуск" в інтерфейсі використовується «активний кут», натискання на який відкриває стартовий екран.
Windows 8 — переосмислена Windows 7, і прийоми роботи з робочим столом залишилися тими ж.

### Основні нововведення
- Обліковий запис Майкрософт та синхронізація параметрів: Можливість увійти в Windows за допомогою Live ID. Це дозволить увійти в профіль користувача і завантажити налаштування через інтернет, а також додає інтеграцію зі SkyDrive.
- Магазин застосунків Windows Store: єдиний спосіб купівлі та завантаження Metro-застосунків, а також застосунків для робочого столу в Windows RT.
- Два нових методи для автентифікації користувача: картинка-пароль, що дозволяє користувачеві увійти в систему за допомогою трьох торкань, і чотиризначний PIN-код, а також вбудована підтримка біометричних пристроїв. Пароль нелокального облікового запису користувача відповідає паролю облікового запису Microsoft.
- Internet Explorer 10 в Windows 8 включений в настільному і сенсорному варіантах. Останній не підтримує плагіни або ActiveX, але містить у собі версію програвача Adobe Flash Player, оптимізованого для сенсорного управління.
- Провідник містить у собі Ribbon — стрічку (на зразок стрічки в Microsoft Office і Windows Essentials) та покращення в способах вирішення конфліктів при перенесенні або копіюванні файлів.
- Для відновлення системи написано дві нові функції: Оновлення (Refresh) і Скидання (Reset). Оновлення для Windows відновлює всі системні файли в початковий стан, зберігаючи при цьому всі налаштування, файли користувача і застосунки. Скидання ж повертає комп'ютер до заводських налаштувань.
- Новий, повністю змінений, диспетчер завдань. Додано нові графіки продуктивності, оптимізоване управління виконуються застосунками, фоновими процесорами і службами на єдиній вкладці «Продуктивність». Також в диспетчер завдань було перенесено управління автозавантаженням з «Конфігурації системи».
- Була вбудована функція «Сімейна безпека», управління сімейною безпекою здійснюється в панелі управління.
- Додана підтримка USB 3.0, Bluetooth 4.0, DirectX 11.1 і .NET Framework 4.5.
- Персоналізація: після запуску на екрані з'являється картинка з поточним часом і датою. Для початку роботи потрібно натиснути будь-яку кнопку, відкривши екран вітання. Саму картинку можна змінити в налаштуваннях. Написано автовизначення кольору в темах для робочого столу.
- Нова панель управління в стилі Metro UI, яка дозволяє швидко змінити деякі налаштування системи.
- Вдосконалений пошук: на початковому екрані потрібно лише натиснути будь-яку клавішу для початку пошуку по застосунках, параметрах тощо.
- Міняти розкладку клавіатури можна також за допомогою сполучень клавіш  Windows  +  Space  або  ⇧ Shift  +  Alt.

## Редакції
Для настільних комп'ютерів, ноутбуків і планшетів, що використовують процесори на базі архітектури x86, передбачена можливість використання трьох версій операційної системи:
- Windows 8 — базова версія Windows 8 призначена для застосування більшістю користувачів, вона підтримує великий перелік функцій, достатніх для повсякденної роботи
- Windows 8 Pro призначена для застосування ентузіастами. Вона підтримує всі можливості базової версії Windows 8 і додатково забезпечує підтримку шифрування, віртуалізації, розширені можливості управління комп'ютером та роботи з доменами. При цьому наголошується, що Windows Media Center буде доступний як доповнення для Windows 8 Pro.
- Windows 8 Enterprise для корпоративної сфери.

Крім того, для пристроїв, що використовують процесори на базі архітектури ARM, призначена редакція під назвою Windows RT. Вона підтримує більшість функцій, доступних у базовій версії Windows 8, але сумісність із доступними застосунками втрачена. Щоб привабити користувачів до нової платформи, Майкрософт включив у поставку встановлені застосунки Microsoft Office (Word, Excel, PowerPoint, OneNote), оптимізовані для роботи на пристроях з сенсорними дисплеями. Ця редакція ОС доступна користувачам тільки в передустановленому вигляді.

## Вимоги до системи
Вимоги Windows 8 практично не відрізняються від попередньої ОС — Windows 7. Для нормальної роботи Windows 8 є такі вимоги до системи:
- Процесор: 1 гігагерц (ГГц) або більше;
- Оперативна пам'ять: 1 гігабайт (ГБ) (для 32-розрядної версії) або 2 ГБ (для 64-розрядної версії);
- Вільний простір на жорсткому диску: 16 гігабайт (ГБ) (для 32-розрядної версії) або 20 ГБ (для 64-розрядної версії);
- Графічна плата: Графічний пристрій Microsoft DirectX 9 із драйвером WDDM;

### Додаткові вимоги для використання окремих функцій
- Для використання сенсорних функцій потрібний планшет або монітор, що підтримує технологію мультидотику;
- Щоб отримати доступ до Магазину Windows для завантаження й запуску застосунків, потрібне активне підключення до Інтернету та роздільна здатність екрана не менше 1024 х 768;
- Для фіксації застосунків потрібна роздільна здатність не менше 1366 x 768;
- Доступ до Інтернету (може стягуватися оплата послуг провайдера).

## Продажі
Випуск Windows 8 відбувся 26 жовтня 2012 року. 2 червня 2012 Microsoft оголосила про надання користувачам попередніх версій Windows можливості перейти на Windows 8 Pro за зниженими цінами до 31 січня 2013.
За даними Microsoft, в перші дні після випуску було продано 4 мільйони оновлень Windows 8, а через місяць було продано понад 40 мільйонів ліцензій ОС. Проте, початковий попит на нову операційну систему був оцінений аналітиками як слабкий. За даними компанії Net Applications, ринкова частка Windows 8 серед Windows-систем до кінця лютого 2013 склала 3 %. Аналогічний показник для комерційно не дуже вдалої Windows Vista за цей період склав 4 %, а для Windows 7 — 9,7 %.
Одночасно з виходом Windows 8 корпорація Microsoft випустила свої планшетні ПК — Surface. Планшетні ПК від Microsoft діляться на дві гілки — професійна з передустановленою Windows 8 і звичайні Surface з Windows RT. Виручка від продажів Surface RT за 8 місяців з момент початку реалізації планшета 30 червня 2013 становила $853 млн. Тільки на списання коштів за накопичені запаси планшета на складах компанія втратила $900 млн. Крім цього, витрати на рекламу Surface RT і Windows 8 також перевищили дохід, склавши $898 млн.
Результати продажів першого кварталу 2013 року показали, що Windows 8 не вдалося сповільнити падіння попиту на персональні комп'ютери. На думку аналітиків IDC, споживачі хочуть ПК із сенсорним екраном, але вони дорогі і потерпають від дефіциту компонентів.

## Пакет оновлень і підтримка

### Windows 8.1
26 березня 2013 року в Microsoft офіційно підтвердили, що працюють над оновленням під кодовим ім'ям Windows Blue. 14 травня оновлення отримало офіційну назву Windows 8.1, також стало відомо, що оновлення буде безоплатним і поширюватиметься через Windows Store. Публічна попередня версія Windows 8.1 з'явилася 26 червня 2013 року, а фінальна версія з 18 жовтня 2013 року доступна для офіційних версій Windows 8.

### Завершення оновлень
20 вересня 2023 року, компанія Microsoft оголосила про видалення функції безкоштовного оновлення з Windows 7 та Windows 8 — до Windows 11.

## Критика
Windows 8 отримує негативні відгуки з боку користувачів, що мають комп'ютери без підтримки сенсорного дисплея, через переважання інтерфейсу Metro. Користувачі критикують змінений інтерфейс, що змушує витрачати додатковий час на навчання роботі з новою операційною системою, хоча більшість нововведень описано в довідковій системі, яка викликається натисканням клавіші  F1  при відкритому робочому столі.
- Наприклад, новачкові складно знайти кнопку для перезавантаження[14], або встановлені застосунки.
- Немає вбудованої в ОС можливості відключити при завантаженні Windows показ екрану «Пуск» і відразу перейти на робочий стіл. Після установки Windows на цьому екрані присутні тільки плитки інтерфейсу Metro, до того ж, в основному, з не популярними всюди сервісами Microsoft. У той же час для користувачів настільних комп'ютерів звичним є робочий стіл з ярликами застосунків і панеллю завдань. При цьому застосунки, що запускаються з робочого столу, як правило, мають більшу функціональність, в тому числі з налаштування під конкретного користувача, в порівнянні з Metro-застосунками, бо в останніх наголос зроблений більше на візуальну складову і на якісне, відповідне стилю Metro, відображення вмісту. Частковим рішенням цієї проблеми є закріплення на екрані «Пуск» ярликів потрібних програм, але це не змінює істотно досвід взаємодії.
- На екрані Пуск відсутня тека Автозавантаження, вона міститься в теці з профілем користувача (C:\Users\ім'я користувача\AppData\Roaming\Microsoft\Windows\Start Menu\Programs\Startup). Також додати програму в автозавантаження можна через вбудовану утиліту Планувальник завдань і в диспетчері завдань в закладці автозавантаження.
- До випуску Windows 8 її також критикували найбільші розробники ігор[15]. Зокрема, Valve побоювалося за майбутнє свого Steam у зв'язку з можливою монополією нового магазину застосунків Windows Store.
- Разом з негативними відгуками від перших користувачів сплив недопрацьований сервіс активації, здатний надати безплатний код активації будь-якому користувачеві[16]. У грудні 2012 ця вразливість була усунена[17].
- Також спостерігається проблема, пов'язана зі зниженням швидкості бездротового інтернет-з'єднання у власників пристроїв з вбудованими Wi-Fi чипами від Broadcom при використанні старої версії драйвера від Windows 7.
- Головний маркетинговий директор Microsoft, Тамі Реллер, в одному з інтерв'ю сказав, що деякі ключові елементи Windows 8 будуть змінені при випуску оновленої версії системи Windows 8.1. Це було сприйнято деякими ЗМІ як фактичне визнання невдачі компанії з випуском Windows 8[18].

### Питання безпеки: чорний хід
У серпні 2013 федеральне управління з інформаційної безпеки Німеччини (BSI) виступило із застереженням, що комп'ютери під управлінням операційної системи Windows 8 ймовірно представляють вищий рівень загрози для користувачів, компаній та відомств. Зокрема комбінація Windows 8 і мікроконтролера TPM (Trusted Platform Module) 2.0, яким оснащуються комп'ютери під управлінням Windows 8, веде до «втрати контролю над апаратним та програмним забезпеченням системи».  Це, стверджують в управлінні, дозволяє приховано віддалено отримувати доступ до системи третім особам.
Журналіст Die Zeit Патрік Бойд (Patrick Beuth), з посиланням на внутрішній документ BSI, який нібито опинився в його розпорядженні, повідомив, що BSI підозрює американські спецслужби в шпигунстві за допомогою технології TPM.
Модуль TPM був розроблений некомерційною організацією Trusted Computing Group, до складу якої входять американські компанії AMD, Cisco, HP, IBM, Intel, Microsoft та інші.  Він містить у собі засоби обмеження шифрування, віддаленого контролю за системою і віддаленого захисту даних.  Зокрема, за допомогою TPM віддалений користувач може заборонити власнику ПК змінювати або копіювати придбаний ним цифровий контент. Установка модуля TPM у комп'ютери є добровільною, проте в ПК з передустановленою Windows 8.1 його наявність є обов'язковою.

## Виноски
1. 1 2  Product lifecycle Windows 8 Embedded. support.microsoft.com. Процитовано 21 серпня 2020.
2. ↑  Desktop Windows Version Market Share Worldwide. StatCounter Global Stats (англ.). Архів оригіналу за 20 квітня 2019. Процитовано 15 червня 2021.
3. ↑  Desktop Windows Version Market Share Ukraine | StatCounter Global Stats. Архів оригіналу за 8 вересня 2021. Процитовано 19 липня 2021.
4. ↑  My Digital Life Editorial Team (4 липня 2012). Windows 8 Pro Upgrade Available at Cheap $39.99. My Digital Life. Архів оригіналу за 8 серпня 2012. Процитовано 4 липня 2012.
5. ↑  Microsoft продано более 40 миллионов лицензий на Windows 8. Архів оригіналу за 31 січня 2013. Процитовано 28 серпня 2013.
6. ↑  Gregg Keizer (1-3-2013). Windows 8 uptake slows for third straight month (англ.). Computerworld. Архів оригіналу за 16-03-2013. Процитовано 1 березня 2013. [Архівовано 2013-03-08 у Wayback Machine.]
7. ↑  Рост рыночной доли Windows Vista, Windows 7, Windows 8 с момента начала бета тестирования. Архів оригіналу за 2 червня 2013. Процитовано 28 серпня 2013.
8. ↑  Доход Microsoft от продаж Surface RT не окупил затрат на рекламу. Архів оригіналу за 7 березня 2014. Процитовано 28 серпня 2013. [Архівовано 2014-03-07 у Wayback Machine.]
9. ↑  Выдался плохой квартал для рынка ПК из-за провала Windows 8. Архів оригіналу за 11 листопада 2013. Процитовано 28 серпня 2013. [Архівовано 2013-11-11 у Wayback Machine.]
10. ↑  LeBlanc, Brandon (14 травня 2013). Windows Keeps Getting Better. Blogging Windows. Microsoft. Архів оригіналу за 24 травня 2013. Процитовано 15 травня 2013. [Архівовано 2013-05-17 у Wayback Machine.]
11. ↑  Windows Ends Installation Path for Free Windows 7/8 Upgrade. Created Date: 2023-09-20
12. ↑  Microsoft припинила безкоштовно оновлювати попередні версії Windows. 30.09.2023, 18:45
13. ↑  Гуру дизайна назвал UI Windows 8 запутанным. Архів оригіналу за 18 грудня 2012. Процитовано 21 листопада 2012.
14. ↑  Microsoft представила новый способ выключения компьютера под управлением операционной системы Windows 8. Архів оригіналу за 5 серпня 2013. Процитовано 28 серпня 2013.
15. ↑  Был ли прав Гейб Ньюэлл, сказав, что Windows 8 — это катастрофа?. Архів оригіналу за 18 жовтня 2013. Процитовано 28 серпня 2013.
16. ↑  Microsoft по ошибке опубликовала лицензионный ключ к Windows 8
17. ↑  Microsoft устранила возможность бесплатно получить легитимную версию Windows 8. Архів оригіналу за 11 листопада 2013. Процитовано 28 серпня 2013.
18. ↑  Microsoft признала Windows 8 ошибкой. Архів оригіналу за 25 серпня 2013. Процитовано 28 серпня 2013.
19. ↑  В ПК с Windows 8 найдена «дыра» для шпионажа [Архівовано 24 серпня 2013 у Wayback Machine.] // cnews.ru 2013/08/23